# 楊孟瑛
楊孟瑛（1459年—？年），字温甫，四川重慶府忠州酆都縣人，明朝官員。

## 生平
四川鄉試第三十一名舉人。成化二十三年（1487年）中式丁未科會試第八名，三甲第一百三十三名進士。弘治年間官杭州府知府，任內疏浚西湖，有“敏幹吏”之稱。正德三年（1508年）六月遷順天府丞。正德間，因追查之前西湖工程花費官帑過多被劾。四年十月又降杭州府知府。正德五年（1510年），被指為劉瑾同黨，革職為民。卒。

## 家族
曾祖楊文興；祖父楊弘道，訓術 贈評事；父楊大榮，按察司僉事。母吳氏（封孺人）。具庆下。